# Сянка над Инсмут
„Сянка над Инсмут“ (на английски: The Shadow Over Innsmouth) е роман, част от цикъла „Митове за Ктхулу“.
Написан е от Хауърд Лъвкрафт през декември 1931 година и е публикуван през април 1936 година като самостоятелно издание. Това отличава романа от повечето творби на Лъвкрафт, които обикновено се появяват първо на страниците на различни периодични издания.
В България романът е публикуван през 1991 г. като част от сборника „Дебнещият страх“ на издателство „Орфия“.

## Сюжет
Внимание:  Текстът по-долу разкрива сюжета на произведението (или части от него)!
Повествованието се води от първо лице от млад мъж, тръгнал на туристическа обиколка из Нова Англия. Разказвачът случайно попада в западналото (измислено) градче Инсмут и открива, че то е населено от странни, потайни и агресивни създания – кръстоска между човек, риба и жаба. С много усилия и късмет успява да избяга от града и да предупреди властите. Не след дълго, изследвайки родословието си, разказвачът открива, че и самият той е част от расата, населявала Инсмут.